# Vocoder
Der Vocoder (Zusammenfügung aus dem engl. voice und encoder) ist ein elektronisches Gerät, das aus der militärischen Forschung stammt und für die Telefontechnik entwickelt wurde, um natürliche Sprache in kodierter Form als Analogsignal auf einer elektrischen Leitung übertragen und am Zielort wieder reproduzieren bzw. synthetisieren zu können. Heute wird der Begriff vorwiegend mit Musik in Verbindung gebracht: Der Vocoder ist dabei ein Gerät oder eine Software, mit dem eine Sprechstimme über Tasten polyphon modifiziert werden kann, sodass sie wie ein künstlicher Chor klingt.
Im militärischen Bereich diente der Vocoder dazu, neben der Stimmverschlüsselung die erforderliche Übertragungsbandbreite des Tonsignals zu verringern, so dass eine größere Anzahl von Gesprächen über eine einzelne Teilnehmeranschlussleitung geführt werden kann. Verwendung fand der Vocoder jedoch vor allem in der Computertechnik, in der Sprachforschung und als Effektgerät in der populären und elektronischen Musik.

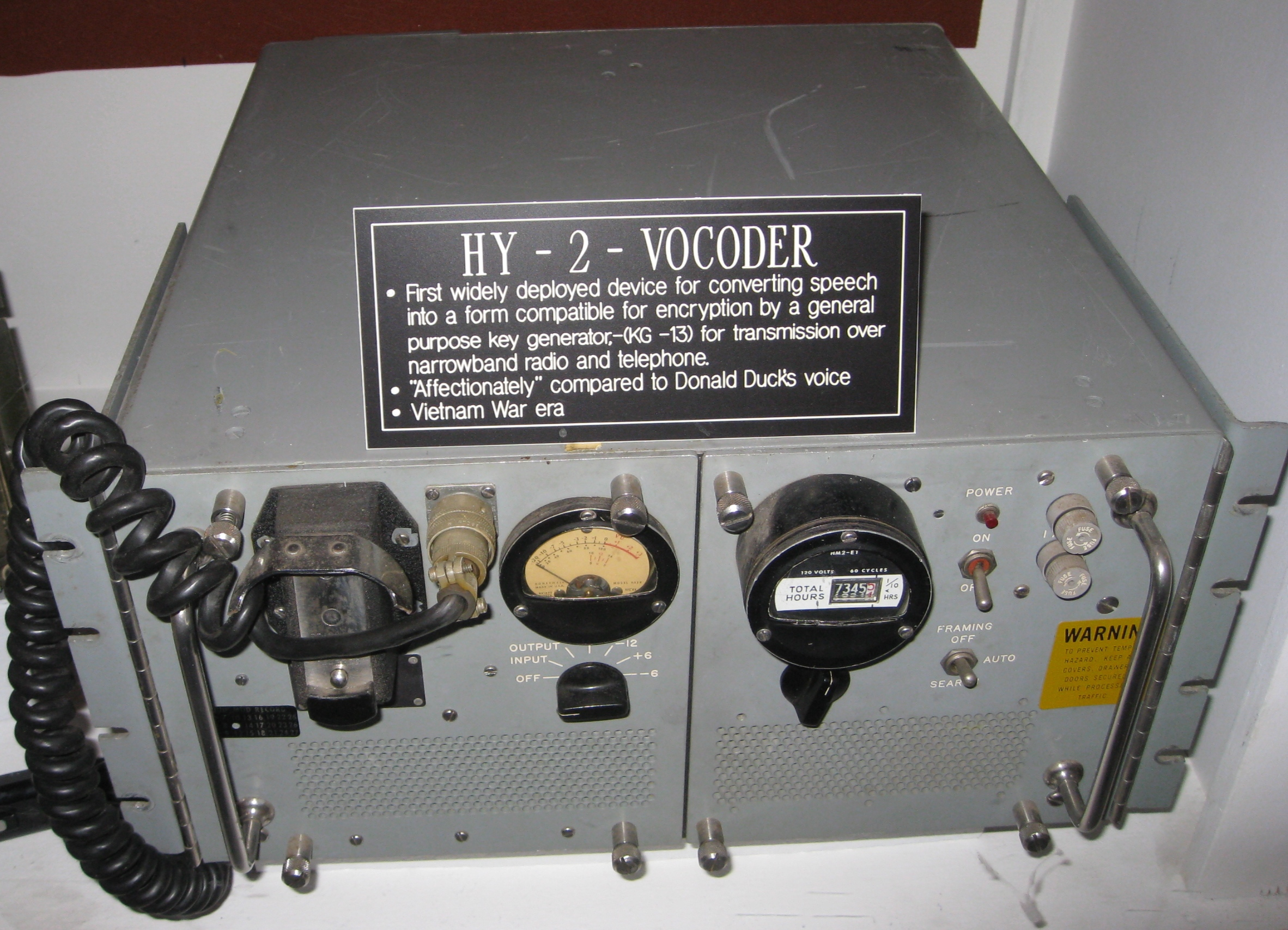
Historischer, militärisch genutzter Vocoder zur Sprachverschlüsselung

Vocoder stellen die Basis der heute üblichen Sprachcodecs wie beispielsweise Code-Excited Linear Prediction (CELP) dar, welche das Ziel haben, Sprachsignale in ihrem Datenumfang ohne merkliche Qualitätsreduktion zu verringern.

## Grundlagen
Den Prototyp dieses Gerätes entwickelte Homer Dudley 1936 in den Bell Telephone Laboratories, Murray Hill (New Jersey). Nach technischen Verbesserungen, in erster Linie an der Apparatur zur Sprachsynthese, dem Voder (Abkürzung für Voice Operation Demonstrator), wurde der Vocoder 1939 der Öffentlichkeit präsentiert. 1960 stellte Ernst Rothauser seine Dissertation über Vocoder an der TU Wien fertig. Als ein Bestandteil des Siemens-Synthesizers (Ausstattung des Studios für elektronische Musik) stand der Vocoder Anfang der 1960er Jahre erstmals für die musikalische Nutzung zur Verfügung. Aber erst gegen Ende der 1970er Jahre fanden Vocoder als kommerziell produziertes Effektgerät oder eigenständiges Instrument, ausgestattet mit einem Keyboard, Verbreitung.

## Funktionsprinzip

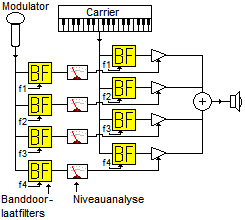
Vocoder im Musikbereich als Effektgerät

Das ursprüngliche Funktionsprinzip beruht auf der Zerlegung eines Eingangssignals in seine Frequenzbestandteile, der Übertragung dieser Bestandteile als Parametersatz sowie der darauf folgenden Resynthese des Signals am Ziel auf der Basis der Parameter aus einem Rauschsignal. Somit verfügt ein Vocoder über eine Aufnahmeeinheit (Coder) zur Klanganalyse und einen Wiedergabeteil (Voder) zur Klangsynthese. Das Arbeitsprinzip basiert auf der Funktionsweise des menschlichen Sprachorgans.
Bei der Anwendung als Effektgerät wird das Ausgangssignal nicht aus Rauschen synthetisiert, sondern ein zweites Eingangssignal wird der spektralen Zusammensetzung des ersten Signals entsprechend moduliert. Es werden also zwei Eingangssignale verarbeitet, die vom Vocoder miteinander verknüpft werden. Dem Schwingen der Stimmbänder beim menschlichen Sprechorgan entspricht das zweite Eingangssignal, es liefert das Grundsignal (der sogenannte Carrier), aus dem das Ausgangssignal erzeugt wird. Der Artikulation durch Zunge und Lippe entspricht das erste Eingangssignal, es dient als Steuersignal für das Klangspektrum und die Modulation (Modulator), wobei das Spektrum des ersten Signals auf das zweite formend wirkt. Mit einem Sprachsignal als Steuersignal und einem zu modulierenden Instrumentensignal ist es etwa möglich, ein Instrument „sprechen“ zu lassen.
Im Vocoder wird zunächst die Grundfrequenz des Eingangssignals herausgelöst und als Träger genutzt. Das Klangspektrum wird mit Hilfe einer Bandpass-Filterbank in einzelne Frequenzbänder aufgeteilt. In den einzelnen Bändern wird durch Gleichrichtung der jeweilige Amplitudenverlauf in eine entsprechende Spannung umgewandelt. Die Spannungen aller einzelnen Bänder stellen zusammen den oben angesprochenen Parametersatz dar. Die Genauigkeit der Klanganalyse hängt von der Anzahl der verwendeten Filter sowie deren Einsatzfrequenz ab.
Bei der Synthese steuert das Trägersignal einen Oszillator, der die Grundschwingung erzeugt, während mit Hilfe einer zweiten Filterbank, gesteuert durch die von den Envelope Followers hervorgebrachten Spannungskonturen, das analysierte Klangspektrum auf der Basis von weißem Rauschen neu aufgebaut wird.

## Musikpraxis

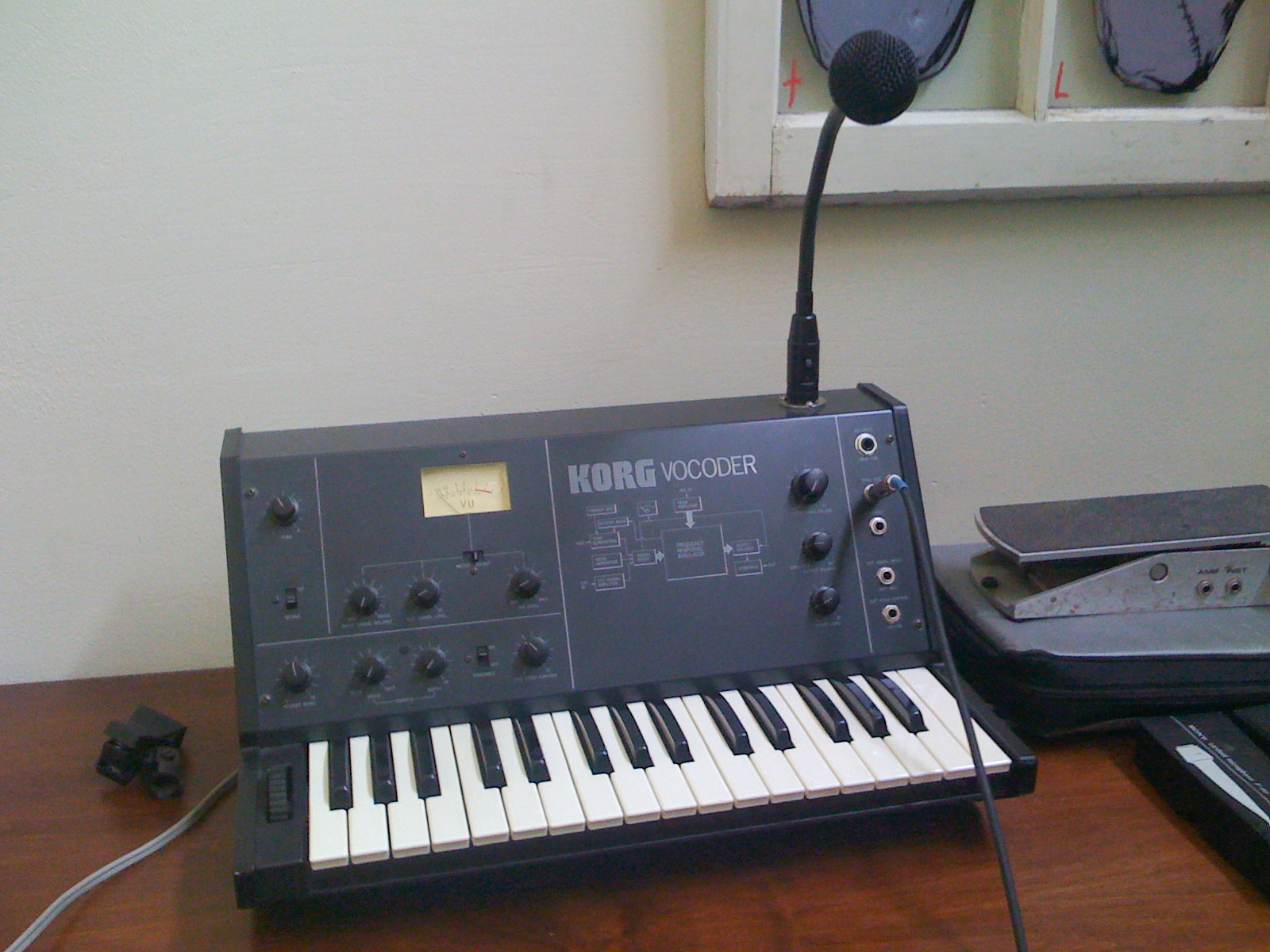
Vocoder für Musiker

Vocoder in der Musikpraxis sind mit zwei Eingängen für unterschiedliche Signale ausgestattet, die jeweils dem beschriebenen Prozess unterzogen werden. Diese Verschaltung der beiden Eingangssignale ist eine Matrix, deren Steuersignale auch vertauscht oder gleichgeschaltet werden können.
Man kann damit beispielsweise die Stimme eines Sängers durch einen Orgel- oder Streicherklang so ersetzen, dass ein mehrstimmig eingespielter Satz den Gesangstext artikuliert. Durch Kombination verschiedener Eingangssignale und technischen Manipulationen sind vielfältige Soundmöglichkeiten mit der menschlichen Stimme (z. B. Roboter- oder Micky-Maus-Stimmen), aber auch verschiedene Instrumentaleffekte erreichbar. Stilprägend war der Vocoder bei der Düsseldorfer Band Kraftwerk und bei dem Electric Light Orchestra.
Der Klang eines Vocoders ähnelt gelegentlich dem eines Harmonizers und wird mit diesem verwechselt. Entgegen einer weit verbreiteten Meinung ist der sogenannte „Cher-Effekt“ (erstmals zu hören auf Chers Believe) nicht mit einem Vocoder, sondern mit Hilfe der Software Antares Auto-Tune bzw. des entsprechenden Gerätes des gleichen Herstellers entstanden. Auto-Tune wird normalerweise zur Tonhöhenkorrektur von ungenau intoniertem Gesang verwendet.

## Militärische Nutzung
Für die Nachrichtentechnik und das Militär war insbesondere die bijektive Transposition von Frequenzbändern von Interesse. Praktisch gesehen bedeutet das, dass Frequenzbänder miteinander vertauscht (permutiert) wurden, wobei die Vertauschung durch eine spektrale Umkehrfunktion wieder rückgängig zu machen war (z. B. Elcrovox). Heutige digitale Sprachverschlüsselungsverfahren sind wesentlich komplexer; auch beinhalten diese hybriden Algorithmen meist eine Kompression.